# Пола (Салерно)
Пола (итал. Polla) је насеље у Италији у округу Салерно, региону Кампанија.
Према процени из 2011. у насељу је живело 5182 становника. Насеље се налази на надморској висини од 445 м.

## Становништво
| 1931. | 1936. | 1951. | 1961. | 1971. | 1981. | 1991. | 2001. | 2011. |
| ----- | ----- | ----- | ----- | ----- | ----- | ----- | ----- | ----- |
| 5.094 | 5.062 | 5.268 | 5.091 | 4.991 | 5.345 | 5.635 | 5.347 | 5.327 |